# Furnica relicvă din Sri Lanka
Aneuretus simoni (Furnica relicvă din Sri Lanka)  este o specie de furnică antică evolutivă plasată într-un trib din familia Formicidae. Genul este monotipic, cu singura specie endemică în Sri Lanka, unde este cunoscut din doar în câteva locații. Este una dintre puținele specii de furnici considerate pe cale de dispariție.

## Descriere

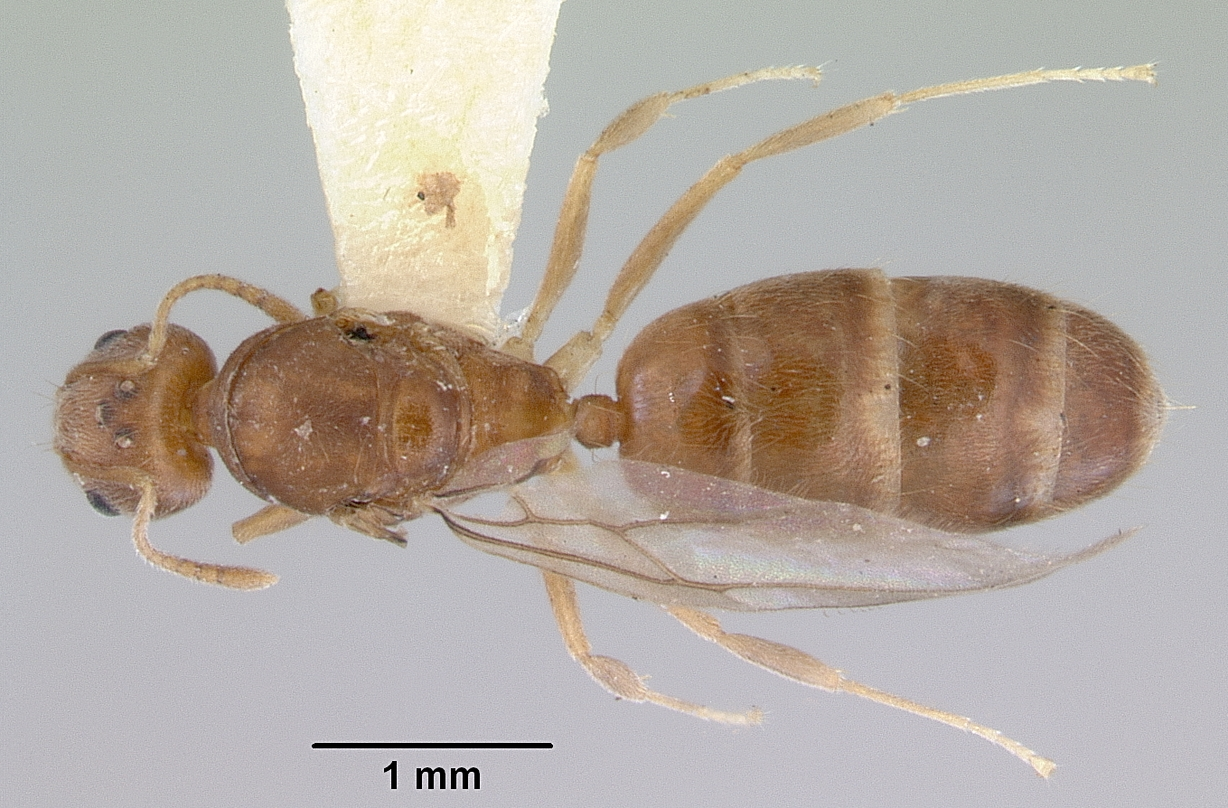
O regină înaripată

Specia este singurul gen existant din tribul Aneuretini (alți membri incluși sunt dispăruții "Protaneuretus", "Paraneretus" și Mianeuretus). Se crede că ei sunt intermediari în poziția lor filogenetică între Myrmeciinae-Ponerinae și Dolichoderinae. Lucrătorii arată dimorfism foarte distinct cu „aripile majore” mult mai mari decât „aripile minore” și lipsite de puțini lucrători intermediari ca mărime. Lucrătorii minori se găsesc în cel mai mare număr într-un mușuroi și au ochi mici compusi având doar aproximativ 30 de omatidie (unități în interiorul ochiului compus). Antenele au 12 segmente, segmentele crescând treptat în dimensiune de la bază până la vârf. Clipeusul este larg și plat, lipsit de orice creastă centrală. Părțile bucale arată afinități cu dolichoderine Muncitorii sunt de culoare galbenă până la portocalie, iar suprafața are striații care rulează transversal. Regina este mai mare decât lucrătorul major și a redus propodealele coloanei vertebrale și are un cap mult mai larg decât lucrătorul major. Pupele sunt caracteristice pentru a fi închise în coconi. Ele sunt prădătoare și  pentru forare în principal pe teren cu gunoi de frunze. Lucrătorii majori sunt rari – cel mult doi pe colonie. Organizarea socială a coloniei s-a dovedit a fi similară cu cea a Dolichoderinae.

## Distribuție
Ele sunt cunoscute din doar câteva zone din centrul insulei Sri Lanka. În pădurea Gilimale, E O Wilson și alți cercetători au găsit colonii în principal la marginea defrișărilor forestiere. Mușuroaiele sunt mici și au doar un număr mic de indivizi, variind de la doi până la o sută. Mușuroaiele sunt cel mai adesea făcute în principal din bucăți de lemn putrede și sfărâmicioase sau bușteni căzuți. Puținele zone în care trăiesc sunt adesea deranjate de oameni. Specia nu a fost înregistrată în multe dintre zonele în care a fost colectată anterior și a fost recomandată pentru conservare de către Wilson.. Un studiu din 1985 a înregistrat specia într-un singur loc, Gilimale.
„Douăzeci de ani mai târziu, unul dintre studenții mei de licență, Anula Jayasuriya, un nativ din Sri Lanka, a găsit specii rare sau absente în aceleași localități. Am recomandat plasarea Aneuretus simoni în Lista roșie a IUCN din Uniunea Internațională pentru Conservarea Naturii și a Resurselor Naturale, și în timp a devenit una dintre primele furnici care au fost clasificate oficial ca specii amenințate sau pe cale de dispariție.”— E. O. Wilson, din  Naturalistul (1994)